# Баранов, Эдуард Трофимович
Граф (с 01.07.1846) Эдуард Трофимович Баранов (16 [28] декабря 1811, Эстляндская губерния — 22 июля [3 августа] 1884, Шёнау, Великое герцогство Баден) — приближённый Александра II, генерал-адъютант, генерал от инфантерии (30 августа 1869). В 1866—1868 гг. возглавлял литовские и белорусские губернии.

## Происхождение
Родился в 1811 году в семье Трофима-Иоанна фон Баранова, статского советника и директора Коммерческого банка из эстляндской ветви Барановых; мать — графиня Юлия Фёдоровна Баранова, воспитательница дочерей императора Николая I.
Учился в пансионе Императорского Царскосельского лицея.

## Военная служба
1 июня 1829 года поступил на службу в чине подпрапорщика в лейб-гвардейский Измайловский полк. 7 сентября 1832 года — прапорщик; 6 декабря 1835 года — подпоручик; 1 декабря 1838 года — поручик. 1 декабря 1838 года пожалован во флигель-адъютанты к Е. И. В. 25 мая 1841 года — штабс-капитан; 26 марта 1844 года — капитан.
Командированный 30 мая 1844 году на Кавказ, в распоряжение командира Отдельного Кавказского корпуса, принял участие в стычках с горцами, в частности, принял участие в экспедиции в Чечню под начальством командира Отдельного корпуса Нейдгардта, участвовал в «бое со скопищами Шамиля за оврагом Теренгул». За проявленные отличия награждён орденом св. Владимира 4-й степени с бантом и 6 декабря того же года — чином полковника. Вторичная командировка на Кавказ — с 20 декабря 1844 года до 9 августа 1845 года.
В 1849 году участвовал в Венгерском походе в отряде генерала Лабинцева. Будучи вскоре послан князем И. Ф. Паскевичем в Варшаву с донесениями императору Николаю I, остался при Его Величестве до конца кампании.
7 августа 1849 года был произведён в генерал-майоры, с зачислением в Свиту Е. И. В.; 8 февраля 1851 года назначен начальником штаба 1-го пехотного корпуса.
26 августа 1852 года назначен командиром лейб-гвардии Преображенского полка; с 20 января 1854 года командовал 1-й гвардейской пехотной бригадой, вошедшей в период Крымской войны в состав армии, охранявшей побережье Финского залива (17 апреля — 15 ноября 1855 года).

## Царствования императоров Александра II и Александра III
Граф Баранов и его двоюродный брат граф Адлерберг, с детства знавшие будущего Александра II, считались его личными друзьями и ближайшими советниками. Их влияние при дворе стало темой популярного двустишья: «От Адлербергов и Барановых // Избави, Боже, дом Романовых…»
После воцарения Александра II карьера Баранова быстро пошла в гору. 17 апреля 1855 года он был пожалован в генерал-адъютанты, 14 сентября 1856 года назначен начальником штаба Отдельного Гвардейского корпуса, 30 августа 1857 года получил чин генерал-лейтенанта.
18 апреля 1866 года назначен лифляндским, эстляндским и курляндским генерал-губернатором и командующим войсками Рижского военного округа; 9 октября того же года — виленским, ковенским, гродненским и минским генерал-губернатором, главным начальником Витебской и Могилевской губерний и командующим войсками Виленского военного округа.
2 марта 1868 года был назначен членом Государственного совета; с 14 июня того же года — присутствовать в департаменте государственной экономии.
30 августа 1869 года произведён в генералы от инфантерии.
В 1871 и 1874 годы был временным управляющим Министерством двора и уделов, с 1876 года председателем в Особой высшей комиссии для исследования железнодорожного дела в России, результатом деятельности которой стал «Общий устав российских железных дорог» (т. н. «Барановский»). По свидетельству С. Ю. Витте, общавшегося с ним по вопросам строительства железных дорог,

Граф Баранов был весьма почтенный человек. Он имел совершенно легкий доступ к императору, мог всегда у него бывать, и император всегда его принимал и очень любил. Говорил он чрезвычайно важно, произнося слова и отдельные фразы, как пифия. Он был очень доброжелательным, воспитанным человеком, по манерам крайне важным, а в действительности весьма простым и добрым, но, конечно, железнодорожного дела, да и вообще никакого серьёзного дела он не знал.
Входя в ближний круг императора Александра II, 6 июля 1880 года стал одним из 2-х свидетелей со стороны царя при совершении браковенчания Государя с княжной Екатериной Долгорукой. Современники относились к графу Баранову с большим уважением и охотно обращались к нему, когда нужно было пролоббировать у императора тот или иной вопрос. Характерен, к примеру, следующий отзыв Д. И. Кипиани:

Около 12 часов принял нас граф. С первого же взгляда граф Эдуард Трофимович произвел на меня чрезвычайно приятное и вполне ублажающее впечатление. На лице его так и выдвигалась чарующая приветливость. Полуторачасовая беседа с ним довершила очарование: так и врывалось в душу желание видеть как можно чаще этого превосходного человека.

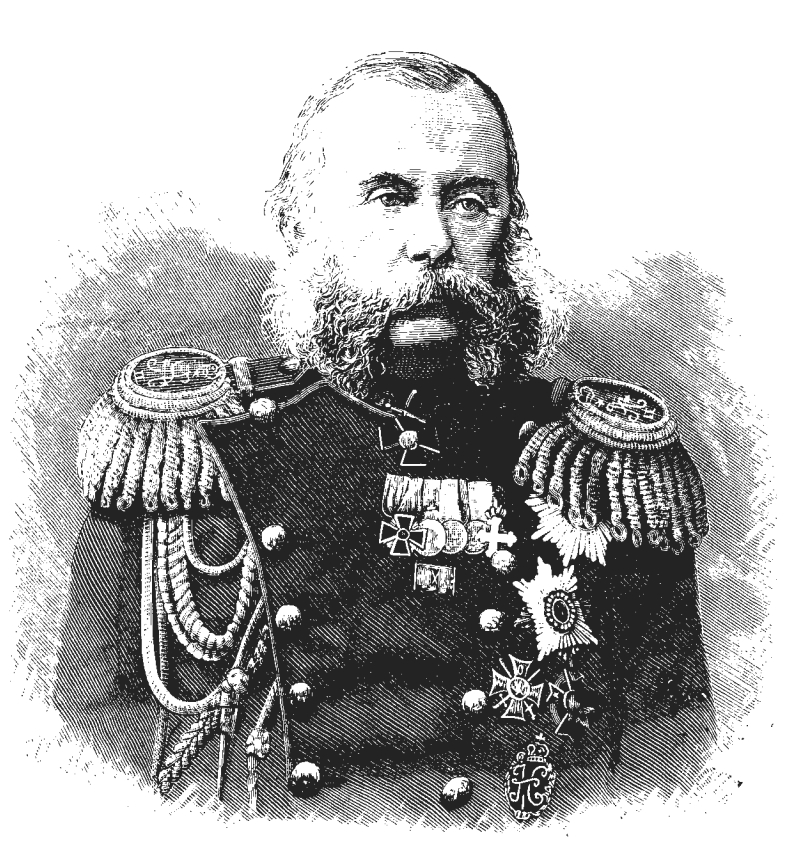
Эдуард Трофимович Баранов

С 1 января 1881 года назначен председателем Департамента государственной экономии Государственного совета и в этой должности оставался до смерти. В мае 1883 года принимал участие в церемонии коронования и коронационных торжествах императора Александра III.
1 января 1873 года пожалован кавалером ордена св. Владимира 1 ст., 1 января 1878 года — ордена св. Апостола Андрея Первозванного. 7 сентября 1882 года, в день 50-летнего юбилея службы, при высочайшем рескрипте пожалован алмазными знаками к ордену Андрея Первозванного. На праздновании 50-летия службы графа Александр III сказал, что Баранов «исполнял обязанности с полнейшим самоотвержением, не зная отдыха и не щадя сил и здоровья». 15 мая 1883 года, при рескрипте императора Александра III ему был пожалован украшенный бриллиантами соединённый портрет Императоров Александра II и Александра III для ношения на груди. 5 января 1884 года награждён болгарским орденом св. Александра 1-й степени.
Скончался вечером 22 июля (ст. ст.) 1884 года близ Баден-Бадена; похоронен в Сергиевой пустыни под Санкт-Петербургом. Он был холост, но, по слухам, беззаветно влюблён в жену своего двоюродного брата, урождённую Полтавцеву:

Я узнал Баранова, когда ему было за шестьдесят лет; он был нежно влюблен в старуху, жену своего друга графа Адлерберга; эта любовь, конечно, была совершенно платоническая, он всю свою жизнь посвятил этой даме, каждый день он бывал у них и перед нею преклонялся. — граф С. Ю. Витте

## Награды
- Орден Святой Анны 3-й степени (01.09.1839)[11]
- Орден Святого Станислава 2-й степени (19.08.1842)
- Орден Святого Владимира 4-й степени с бантом (22.10.1844)
- Орден Святой Анны 2-й степени (14.08.1845)
- Императорская корона к ордену Святой Анны 2-й степени (30.09.1847)
- Орден Святого Владимира 3-й степени (06.12.1851)
- Орден Святого Станислава 1-й степени (25.06.1852)
- Орден Святой Анны 1-й степени (15.04.1856)
- Орден Святого Владимира 2-й степени (26.08.1856)
- Орден Белого орла (08.09.1859)
- Орден Святого Александра Невского (30.08.1863)
- Алмазные знаки к ордену Святого Александра Невского (14.06.1867)
- Орден Святого Владимира 1-й степени (01.01.1873)
- Орден Святого Андрея Первозванного (01.01.1878)
- Алмазные знаки к ордену Святого Андрея Первозванного (07.09.1882)
- Портреты императоров Александра II и Александра III с алмазами для ношения на груди (15.05.1883)
- Знак отличия беспорочной службы за XV лет (22.08.1849)
- Знак отличия беспорочной службы за XXV лет (22.08.1860)

Иностранные
- Прусский орден Святого Иоанна Иерусалимского (1843)
- Сицилийский орден Франциска I 2-й степени (1845)
- Сардинский орден Святых Маврикия и Лазаря 2-й степени (1846)
- Австрийский орден Железной короны 1-й степени (1850)
- Ольденбургский орден Заслуг герцога Петра-Фридриха-Людвига 1-й степени (1860)
- Прусский орден Красного орла 1-й степени (1873)
- Австрийский орден Леопольда 1-й степени (1874)
- Болгарский орден Святого Александра 1-й степени (1884)